# Max Zenger
Max Zenger (Múnic, Alemanya, 1837 - 1911) fou un compositor alemany.
De formació pràcticament autodidacta, car fou durant molt poc temps deixeble de L. Stark, el 1860 va ser nomenat mestre de capella a Ratisbona, el 1869 director de l'Òpera de Múnic i el 1872 kapellmeister de la cort de Karlsruhe. També fou professor de cant coral en l'Escola Reial de Música de Múnic.
Entre les composicions publicades d'aquest autor cal citar l'oratori Kain (1867); Marxa solemne, per a orquestra; les òperes Die Foscari (Múnic, 1863); Ruy Blas (Mannheim, 1868); Wielan der Schmied (Múnic, 1880), i Eros und Psche (Múnic, 1901); els ballets, Venus und Adonis i Les plaisirs de l'île enchantée (escrits el 1881 per encàrrec de Lluís II de Baviera per llurs representacions privades), i el poema escènic Das Madchen vom Walde, per a soprano, cor femení i piano. També va compondre dues Simfonies, una obertura de concert, i més de 100 lieders.